# 1746
Năm 1746 (số La Mã: MDCCXLVI) là một năm thường bắt đầu vào thứ bảy trong lịch Gregory (hoặc một năm thường bắt đầu vào thứ Tư trong lịch Julius chậm hơn 11 ngày).

## Sinh
- Ngô Thì Nhậm, danh sĩ, nhà văn đời Hậu Lê và Tây Sơn.